# Chuỗi Laurent

Một chuỗi Laurent được xác định quanh điểm c và một đường đi γ. Đường đi của γ phải nằm trong một miền (màu đỏ), trong đó thì hàm phức f(z) là hàm giải tích (điều hòa)

Trong toán học, chuỗi Laurent của một hàm phức f(z) là một chuỗi vô hạn có chứa số mũ âm. Nó có thể được dùng để biểu diễn những hàm phức mà chuỗi Taylor không thể áp dụng được. Chuỗi Laurent được đặt theo  Pierre Alphonse Laurent năm 1843. Karl Weierstrass có thể đã phát hiện ra nó đầu tiên nhưng bài báo của ông, được viết vào năm 1841, đã không được công bố cho đến mãi sau này, sau cái chết của Weierstrass.
Chuỗi Laurent của một hàm phức  f(z) quanh điểm c:
{\displaystyle f(z)=\sum _{n=-\infty }^{\infty }a_{n}(z-c)^{n}}
với  an  là các hằng số, được tìm bằng công thức tích phân Cauchy:
{\displaystyle a_{n}={\frac {1}{2\pi i}}\oint _{\gamma }{\frac {f(z)\,\mathrm {d} z}{(z-c)^{n+1}}}.\,}
Đường đi của miền tích phân {\displaystyle \gamma } là khép kín ngược chiều kim đồng hồ.
Trong thực tế, công thức tích phân trên không phải là cách thường dùng để tính hệ số {\displaystyle a_{n}} của một hàm f(z), thay vào đó chúng ta thường kết hợp khai triển của chuỗi Taylor. Bởi vì chuỗi Laurent của một hàm nếu tồn tại thì sẽ là duy nhất, bất cứ sự biểu diễn nào của dạng này mà tương đương với hàm f(z) dưới bất cứ cấu trúc nào đó chắc chắn phải là khai triển Laurent của hàm f(z).

## Sự hội tụ của chuỗi Laurent
Chuỗi Laurent với hệ số phức là một công cụ quan trọng trong giải tích toán học, đặc biệt là để khảo sát những đặc tính của một hàm gần những điểm bất thường.

e−1/x^{2} and Laurent approximations: Xem trong bài for key. As the negative degree of the Laurent series rises, it approaches the correct function.

Xét hàm mẫu sau {\displaystyle f(x)=e^{-1/x^{2}}} với {\displaystyle f(0)=0}. Là một hàm thực

## Tính duy nhất
Giả sử hàm ƒ(z) là điều hòa trong miền  r < |z − c| < R có 2 chuỗi Laurent:
{\displaystyle f(z)=\sum _{n=-\infty }^{\infty }a_{n}\left(z-c\right)^{n}=\sum _{n=-\infty }^{\infty }b_{n}\left(z-c\right)^{n}.}
Nhân vào 2 vế với {\displaystyle \left(z-c\right)^{-k-1}}, trong đó k là một số nguyên tùy ý, và ta lấy tích phân theo đường and  γ trong miền đã cho:
{\displaystyle \oint _{\gamma }\sum _{n=-\infty }^{\infty }a_{n}\left(z-c\right)^{n-k-1}\mathrm {d} z=\oint _{\gamma }\sum _{n=-\infty }^{\infty }b_{n}\left(z-c\right)^{n-k-1}\mathrm {d} z.}
Cả hai chuỗi hội tụ đồng thời {\displaystyle r+\epsilon \leq |z-c|\leq R-\epsilon }, trong đó ε là một số dương đủ nhỏ sao cho γ được bao hàm trong miền khép kín, sao cho tích phân vào tổng có thể thay đổi cho nhau.
{\displaystyle \oint _{\gamma }(z-c)^{n-k-1}dz=2\pi i\delta _{nk}}
into the summation yields
{\displaystyle a_{k}=b_{k}}
Do đó chuỗi Laurent là hội tụ

## Đa thức Laurent
Một đa thức Laurent là một chuỗi Laurent trong đó chỉ có hữu hạn hệ số khác 0. Đa thức Laurent khác vởi chuỗi thường ở chỗ nó có thể có số mũ âm.

## Phần chính
Phần chính của một chuỗi Laurentz là một chuỗi có các phần tử là số mũ âm:
{\displaystyle \sum _{k=-\infty }^{-1}a_{k}(z-c)^{k}.}
Nếu phần chính của f là một tổng hữu hạn,

### Phép nhân
Chuỗi Laurent nói chung không thể nhân. Về mặt đại số, biểu thức của phép nhân có thể chứa các tổng vô hạn mà không  hội tụ (không thể chập chuỗi số nguyên). Về mặt hình học, hai chuỗi Laurent có thể tụ annuli không chồng lên nhau.
Hai chuỗi Laurent với hữu hạn mũ âm có thể được nhân: về mặt đại số, các tổng đều hữu hạn; về mặt hình học, chúng có cực tại c, và bán kính trong của tụ là 0, vì vậy cả hai đều hội tụ về một miền chồng nhau.
Vì vậy, khi xác định chuỗi Laurent chính thức, cần chuỗi Laurent với hữu hạn số mũ âm.
Tương tự như vậy, tổng của hai chuỗi Laurent hội tụ không chắc đã hội tụ, mặc dù nó luôn luôn được xác định một cách hình thức, nhưng tổng của hai chuỗi Laurent chặn dưới (hoặc bất kỳ chuỗi Laurent trên một hình tròn thủng) có một annulus không trống của sự hội tụ.